# Edward J. Flanagan
Edward Joseph Flanagan (Leabeg, 13 de julio de 1886 - Berlín, 15 de mayo de 1948) fue un sacerdote católico que dedicó toda su vida a la educación de niños y jóvenes delincuentes y abandonados. Fundó la Ciudad de los Muchachos.

## Biografía
Nació en Leabeg, condado de Roscommon (Irlanda), el 13 de julio de 1886. En 1904 emigró a EE. UU., donde comenzó los estudios eclesiásticos en diferentes seminarios del país. Posteriormente estudió en Europa, primero en la Universidad Gregoriana de Roma, y luego en la Lopold-Frantzen Universitát, de Innsbruck (Austria). Al concluir sus estudios en este último centro, en 1912, fue ordenado sacerdote. Comenzó a ejercer su ministerio en EE. UU. Desde un principio se sintió preocupado por las condiciones de vida de los rechazados e inadaptados sociales. En 1917 fundó en Omaha (Nebraska) una residencia para trabajadores sin empleo. Paulatinamente llegó a la conclusión de que el mejor método de reforma social era la redención de la juventud inadaptada. En el mismo año de 1917, con 90 dólares prestados, fundó una casa para niños sin hogar; en un principio, contó solo con cinco niños, tres de ellos procedentes de los tribunales tutelares de menores y dos recogidos en la calle. La idea central del padre Flanagan se resume en esta frase, que él repetía constantemente: «No existe en realidad, un solo muchacho auténticamente malo» (There's no such thing as a really bad boy).
Para Flanagan, la delincuencia infantil y juvenil procede sobre todo de la influencia de un ambiente social más conformado; por consiguiente -pensaba- lo esencial, para prevenir o remediar esa delincuencia, es moldear un medio que satisfaga las necesidades de los sujetos. Tal es lo que pretendía llevar a cabo en su residencia de Omaha. Sus esperanzas no se vieron defraudadas, y pronto se vio obligado a ampliar los locales de su fundación. Adquirió una granja a 11 millas de Omaha y trasladó allí su residencia llamándola Ciudad de los Muchachos.

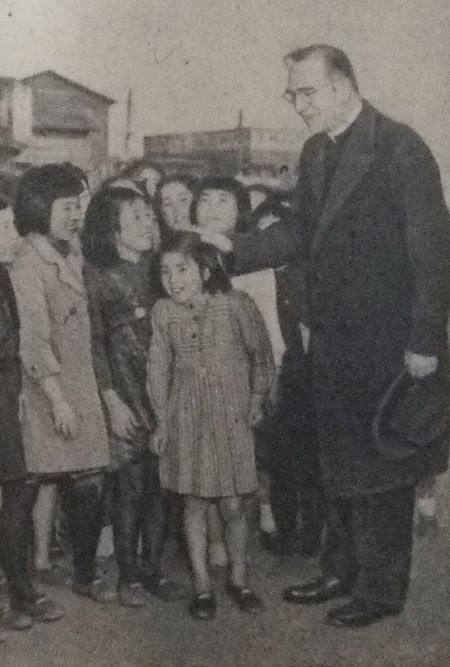
El padre Flanagan en Japón en 1947

El padre Flanagan estaba convencido de que la fórmula más adecuada para readaptar a sus jóvenes inquilinos era fomentar en ellos el espíritu de responsabilidad; para ello, desde un principio, trató de implantar la educación en régimen de autogobierno. En 1926 realizó ya un primer intento de organización de la Ciudad de los Muchachos en régimen autónomo, con autoridades nombradas por los propios jóvenes. Aquel intento, sin embargo, no cuajó hasta que, en 1935, el gobierno de EE. UU reconoció a la Ciudad de los Muchachos como una entidad municipal con todos los pronunciamientos jurídicos. Entonces, y previa una campaña electoral en toda regla, se nombraron los correspondientes cargos en régimen democrático. El gobierno, así designado periódicamente, se ocupa, desde entonces, de todo lo referente al régimen interno de la Ciudad de los Muchachos; el padre Flanagan se limitaba a intervenir en los casos extremadamente graves. Los éxitos educativos logrados en la Ciudad de los Muchachos fueron enormes; un gran número de jóvenes educados en ella pasaron a ocupar más tarde puestos honorables en la sociedad norteamericana. En 1938 la Ciudad de los Muchachos se hizo mundialmente famosa a través del film Forja de hombres, interpretado por Spencer Tracy -que encarnó al fundador- y Mickey Rooney.
Después de la II Guerra mundial, el padre Flanagan fue llamado a diferentes países para estudiar y organizar la redención social de los niños y jóvenes afectados por la contienda. Realizó importantes trabajos en Japón y Filipinas, adonde fue llamado por el general Douglas MacArthur. Hallándose en Berlín, donde, por encargo del ejército de EE. UU., se ocupaba de planear organizaciones educativas similares a su Ciudad de los Muchachos, falleció el 15 de mayo de 1948.
Su obra ha sido continuada por el P. Nicholas H. Wegner, amigo y colaborador del padre Flanagan durante 25 años. Se encuentra en proceso de beatificación desde 2012.